# Werner Betz (Radsportler)
Werner Betz (* 11. Januar 1953 in Bad Cannstatt) ist ein ehemaliger deutscher Radrennfahrer.
Werner Betz war Profi von 1977 bis 1989. Dreimal – 1982, 1984, 1985 – wurde er deutscher Meister im Steherrennen, 1989 wurde er Vizemeister. 1984 und 1985 errang er den Titel des Steher-Europameisters. Zudem wurde er jeweils Dritter im Zweier-Mannschaftsfahren bei den deutschen Bahnmeisterschaften, 1982 und 1983, beide Male gemeinsam mit seinem Bruder Heinz.
1985 startete Betz bei den Bahn-Weltmeisterschaften in Bassano del Grappa und wurde Dritter bei den Profi-Stehern, hinter Schrittmacher Dieter Durst. Diesen Erfolg konnte er bei der WM 1987 in Wien mit Christian Dippel als Schrittmacher wiederholen. 1988 wurde er nach einer positiven Dopingkontrolle bei den Weltmeisterschaften disqualifiziert.